# Stiphodon multisquamus
Stiphodon multisquamus es una especie de pez de la familia de los Gobiidae en el orden de los Perciformes.

## Distribución geográfica
Se encuentra en la China.

## Observaciones
Es inofensivo para los humanos.